# Бретањ (Ендр)
Бретањ (фр. Bretagne) насеље је и општина у централној Француској у региону Центар (регион), у департману Ендр која припада префектури Шаторо.
По подацима из 2011. године у општини је живело 150 становника, а густина насељености је износила 8,17 становника/km². Општина се простире на површини од 18,36 km². Налази се на средњој надморској висини од 148 метара (максималној 186 m, а минималној 132 m).

## Демографија
| 1962. | 1968. | 1975. | 1982. | 1990. | 1999. | 2011. |
| ----- | ----- | ----- | ----- | ----- | ----- | ----- |
| 139   | 179   | 147   | 122   | 95    | 81    | 150   |

График промене броја становника у току последњих година